# Pardosa tuoba
Pardosa tuoba är en spindelart som beskrevs av Chamberlin 1919. Pardosa tuoba ingår i släktet Pardosa och familjen vargspindlar. Inga underarter finns listade i Catalogue of Life.